# 대한민국의 재외국민 선거권
대한민국의 재외국민 선거권은 대한민국의 헌법이 보장하는 대한민국밖에 거주하고 있는 대한민국 국민의 권리이다.

## 역사
대한민국은 1966년부터 재외국민 선거를 시작하였다. 1972년 10월 17일의 제4공화국 출범 이후 재외국민 선거는 폐지되었다.

## 헌법재판소 판결
일본에 거주하고 있는 재일한국인들은 자신들의 제15대 대통령 선거의 투표권을 금지하는 공직선거및선거부정방지법 제37조 제1항이 대한민국의 헌법의 평등권에 위헌이 된다고 보고 헌법재판소에 헌법소원을 신청하였다. 1999년 1월 28일, 헌법재판소는 재판관 전원의 일치로 공직선거및선거부정방지법 제37조 제1항이 위헌되지 않는다고 판결하였다.
헌법재판소는 2007년 6월 28일 재외국민의 투표권을 금지했던 공직선거법과 주민투표법에 헌법불합치 결정을 내렸다.

## 헌법재판소 계류 사건
헌법재판소가 현재 심리하고 있는 공직선거법의 재외국민 선거권 관련 사건은 다음과 같다. 헌법재판소법 제38조에 의거하여 헌법재판소는 심판사건을 접수한 날부터 180일 이내에 종국결정의 선고를 하여야 한다. 그러나 헌법재판소는 위 기간을 훈시기간으로 보고있다.
| 사건번호    | 사건종류 | 사건명                                  | 심판대상조항 | 사전심사결과              | 심판회부 결정 후 지난 시간 |
| ----------- | -------- | --------------------------------------- | --- | ------------------------- | -------------------------- |
| 2009헌마256 | 위헌확인 | 공직선거법 제218조의4 제1항 등 위헌확인 | 국민투표법14조1항 국민투표법14조2항 공직선거법218조의41항 공직선거법218조의51항 공직선거법218조의182항 공직선거법218조의191항                        | 심판회부(2009년 6월 9일)  | 5790일                     |
| 2010헌마394 | 위헌확인 | 공직선거법 제218조의4 제1항 등 위헌확인 | 국민투표법14조1항 국민투표법14조2항 공직선거법218조의41항 공직선거법218조의51항 공직선거법218조의171항 공직선거법218조의182항 공직선거법218조의191항 | 심판회부(2010년 6월 29일) | 5405일                     |
| 2012헌바276 | 위헌소원 | 공직선거법 제218조의5 제1항 등 위헌소원 | 공직선거법218조의51항 공직선거법218조의52항 | 심판회부(2012년 8월 21일) | 4621일                     |

## 공직선거법 개정

### 제18대 국회
대한민국 제18대 국회는 헌법재판소의 헌법불합치 판결에 따라 2009년 2월 5일에 대한민국 헌법 제24조에도 불구하고 해외에 거주하는 대한민국 국민의 금지되었던 재외국민 참정권을 회복하기 위해 발의된 공직선거법 일부개정법률안(대안) (의안번호 1803725) , 주민투표법 일부개정법률안(의안번호 1803724), 그리고 국민투표법 일부개정법률안(의안번호 1800737)을 통과시켰다.
한나라당(현 새누리당)의 유기준, 이진복 의원은 이 공직선거법 일부개정법률안에 반대표를 행사하였다.

### 제 19대 국회
대한민국 제19대 국회는 2012년 9월 27일 제311회 제9차 본 회의에서 해외에 살며 거주국의 영주 사증을 지닌 대한민국 국민이 재외공관을 방문하지 않고 전자우편, 순회접수, 가족을 통한 대리 신청을 가능하게 하는 개정안을 포함하는 공직선거법 일부개정법률안(의안번호 1901987)
을 통과시켰다.
통합진보당의 김선동 (전라남도 순천시·곡성군) 이상규 (서울특별시 관악구 을)의원은 본 공직선거법 일부개정법률안에 반대표를 행사하였다.
통합진보당을 탈당 하여 무소속의원이 된 노회찬 (서울특별시 노원구 병), 심상정 (경기도 고양시 덕양구 갑)의원도 본 공직선거법 일부개정법률안에 반대표를 행사하였다.